# Последняя электричка
«Последняя электричка» — песня композитора Давида Тухманова на стихи Михаила Ножкина.

## История
Настоящую известность песня получила в 1966 году, когда прозвучала в радиопередаче «С добрым утром!» в исполнении Владимира Макарова, после став «визитной карточкой» этого эстрадного певца. Строчки песни стали символичными и знаковыми. На пластинках песня появилась только в 1968 году. Но эти стихи, по воспоминаниям самого Михаила Ивановича Ножкина, были написаны им в 1964 году, то есть практически одновременно с песней Юрия Кукина «За туманом» (которая тоже была в репертуаре Макарова). Причём первоначально в «Последней электричке» был вариант не «позвала тебя мама домой», а «загнала».

 Не унять непонятную радость мою –

 Так вот каждую ночь коротаю.

 Завтра снова с любимой до звёзд простою

 И опять опоздаю.

Про «Последнюю электричку» Михаил Иванович вспоминал: "С этой песней приключилась забавная история — от департамента Министерства путей сообщения по транспортным перевозкам в Гостелерадио поступило возмущённое письмо: «Разве товарищ Ножкин не знает, что в песне он нарушает правила нахождения на железнодорожном полотне: по путям ходить запрещено. Поезда ходят круглосуточно, и ходить по шпалам ночью гораздо опаснее». В 1972 году Ленинградской студией документальных фильмов по заказу Министерства путей сообщения СССР был снят агитационный фильм «Последняя электричка», в котором герой, наслушавшись этой песни, ночью идёт домой по шпалам после свидания с девушкой и попадает под поезд.

## Исполнители
Первым исполнителем песни был Владимир Макаров. Впоследствии песня вошла в репертуар таких исполнителей, как Дмитрий Ромашков, Эдуард Хиль, Михаил Ножкин, Юрий Петерсон, Валерий Сюткин, Алексей Гоман, Александр Ф.Скляр и других. Также известен миф о том, что первым исполнителем песни был Вадим Мулерман — в действительности Вадим Иосифович вообще никогда не исполнял эту песню (записи под его именем в Интернете, как правило, происходят с пластинки «Поет Владимир Макаров (1968)», это же исполнение распространяется под именами Хиля и Магомаева).
В заключительной части франшизы «Старые песни о главном» песню исполняет группа «Иванушки International».
Песня в исполнении Владимира Макарова была использована в первом выпуске мультфильма «Ну, погоди!» (в сцене где Волк идёт на пляж). Примечательно, что после выхода данного мультфильма композитор песни Давид Тухманов позвонил режиссёру Вячеславу Котёночкину и спросил, действительно ли в его мультфильме звучит песня «Последняя электричка». Котёночкин признал это и приготовился к предъявлениям претензий со стороны композитора. Но Тухманов наоборот отнёсся к этому положительно и пригласил режиссёра к себе домой на распитие армянского коньяка.